# امسبری (سی‌دی‌پی)، ماساچوست
امسبری (سی‌دی‌پی)، ماساچوست (به انگلیسی: Amesbury (CDP), Massachusetts) یک منطقهٔ مسکونی در ایالات متحده آمریکا است که در ماساچوست واقع شده‌است.

## خصوصیات
امسبری ۱۴٫۷ کیلومترمربع مساحت و ۱۲٬۳۲۷ نفر جمعیت دارد و ۱۷ متر بالاتر از سطح دریا واقع شده‌است.